# منتخب روسيا لهوكي الجليد
منتخب روسيا لهوكي الجليد هو المنتخب الذي يمثل روسيا في منافسات هوكي الجليد، والذي يتم إدارته من قبل إتحاد روسيا لهوكي الجليد، يعتبر من أقوى منتخبات هوكي الجليد، حيث تمكن من الفوز 5 مرات ببطولة العالم لهوكي الجليد، كما فاز بميداليتين أولمبيتين 1 فضية و1 برونزية. يحتل حالياً التصنيف الثالث على العالم.

## وصلات خارجية
- موقع الاتحاد الدولي لهوكي الجليد فرع روسيا